# Namibische Volleyballnationalmannschaft der Männer
Die namibische Volleyballnationalmannschaft der Männer ist die Auswahl namibischer Volleyballspieler, welche die Namibian Volleyball Federation (NVF) auf internationaler Ebene, beispielsweise in Freundschaftsspielen gegen die Auswahlmannschaften anderer nationaler Verbände, aber auch bei internationalen Wettbewerben repräsentiert.
1991 trat der nationale Verband dem Weltverband Fédération Internationale de Volleyball (FIVB) bei. Im Oktober 2021 wurde die Mannschaft auf dem 20. Platz der  kontinentalen und auf Platz 134 der Volleyball-Weltrangliste geführt.

## Internationale Wettbewerbe
Die Mannschaft konnte sich bisher nicht für eine Weltmeisterschaft, die olympischen Wettbewerbe, Afrikameisterschaften, die Afrikaspiele, Volleyball World Cup oder Weltliga qualifizieren.